# 基體閘換向閘流體
基體閘換向閘流體（integrated gate-commutated thyristor）簡稱IGCT，是功率半導體的电子学元件，在工業設備中切換电流用。其原理和可關斷晶閘管（GTO）有關。 
IGCT是由三菱集团及ABB聯合開發。IGCT類似可關斷晶閘管（GTO），是完全可控的功率開關，其導通及關斷都是由控制信號（閘極）控制。閘級驅動的電路一般會和閘流體元件整合。

## 元件敘述
IGCT是特殊的閘流體。其閘極單元和閘換向閘流體（Gate Commutated Thyristor，GCT）晶圓元件整合。閘極單元和晶圓元件的緊密整合可以確保從陰極到閘極導通電流的快速換相。晶圓元件類似可關斷晶閘管（GTO），可以用閘極信號開啟及關閉，且可以承受快速的電壓上昇率（dv/dt），因此大部份的應用不需要snubber電路。
IGCT的結構很類似GTO閘流體。在IGCT裡，閘極關閉電流比陽極電流要大，因此可以完全消除較低的PN接面的少數載子注入，加快關斷時間。主要的差異是元件尺寸的縮小，以及更穩固的閘極連接，讓閘極電路及驅動電路上的電感減小。非常高的閘極電流以及閘極電流快速的dI/dt上昇率，這代表無法用一般的導線連接閘極驅動電路和IGCT。閘極驅動電路的印刷電路板會整合到元件的封裝內。驅動電路在元件周圍，有較大的環形導體連到IGCT的邊緣。大導通面積以及較短的距離都可以減少電阻以及電感。
IGCT的關斷時間比GTO快很多，因此可以運作在較高的工作頻率，若非常短期的應用，工作頻率可以到數kHz。不過因為其切換損失很大，一般的工作頻率只到500 Hz。

## 應用
IGCT的應用主要在是在變頻器，也可以驅動牽引電動機。
IGCT可以串聯或並聯，用在更高功率的場合。

## 外部連結
- 'IGCT Technology-A Quantum Leap', pdf （页面存档备份，存于）